# Svaz ruského lidu
Svaz ruského lidu (rusky: Союз русского народа) byla konzervativní, nacionalistická, procarská strana aktivní v letech 1905 až 1917.
V současném Rusku byla strana znovuobnovena v roce 2005 a otevřeně se hlásí k některým radikálně konzervativním názorům postaveným na myšlence ruského pravoslaví a monarchismu s příměsí ruského nacionalismu i k tradici černosotněnců.

## Charakteristika strany
Svaz se řadil do pravého spektra politického systému předrevolučního Ruska. Strana vynikala nejenom vyhraněnými, vesměs konzervativními názory, ale také vyhraněnými metodami politického boje. Svaz ruského lidu byl organizován do bojových skupin a patriotistických skupin nebo lig. V této souvislosti se často užívá dalšího souhrnného termínu černosotněnci. K členům Svazu patřili politici jako byl Vladimir Mitrofanovič Puriškevič (1870–1920), Alexandr Ivanovič Dubrovin (1855–1921) nebo Nikolaj Jevgeňjevič Markov (1866–1945).
V roce 1908 se ze Svazu ruského lidu vydělila další monarchistická strana Ruský lidový svaz Michaila archanděla pod přímým Puriškevičovým vlivem. Stejně tak stranické skupiny okolo Markova a Dubrovina začaly působit samostatně.